# San-Gavino-di-Carbini
San-Gavino-di-Carbini (en cors San Gavinu di Carbini) és un municipi francès, situat a la regió de Còrsega, al departament de Còrsega del Sud. L'any 1999 tenia 738 habitants.

## Demografia
| 1962 | 1968 | 1975 | 1982 | 1990 | 1999 |
| ---- | ---- | ---- | ---- | ---- | ---- |
| 229  | 301  | 266  | 381  | 538  | 738  |

## Administració
| Període | Identitat     | Partit | Qualitat |  |
| ------- | ------------- | ------ | -------- |  |
| 2001-   | Pierre Pietri |        |          |  |

## Personatges
- Jean Nicoli, heroi de la resistència contra el feixisme.